# Fratture di Le Fort del cranio
Le fratture del cranio di Le Fort sono fratture del massiccio facciale. La frattura di Le Fort deve il suo nome al chirurgo francese René Le Fort (1869-1951), che le descrisse agli inizi del ventesimo secolo.

## Diagnosi

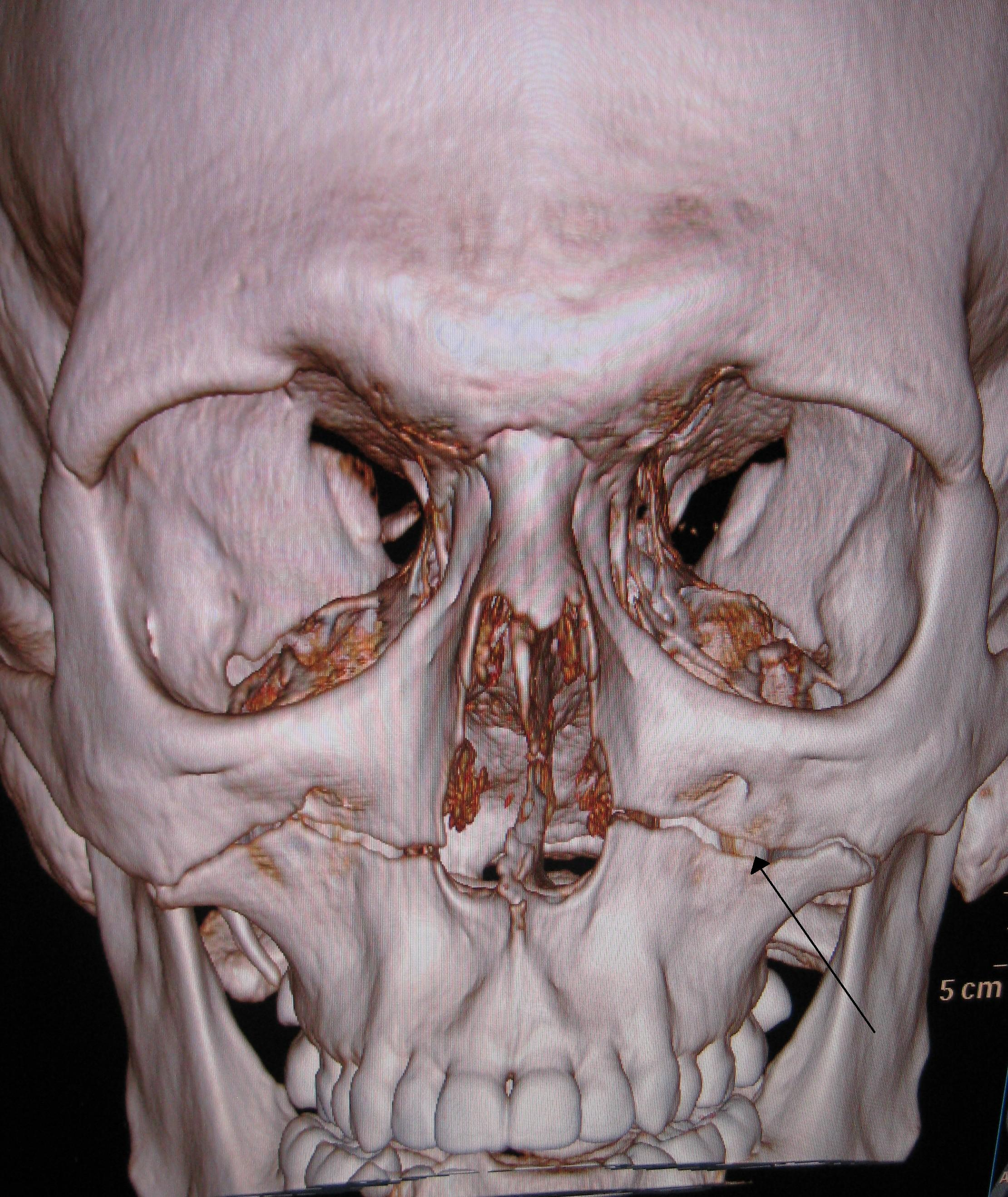
Ricostruzione di TC 3D mostrante una frattura Le Fort I (la rima di frattura è indicata da una freccia)

La diagnosi viene effettuata sui riscontri dell'esame obiettivo, con conferma data da un esame TC assiale della testa e del collo. Affinché vengano classificate come Le Fort, le fratture devono coinvolgere i processi pterigoidei dello sfenoide. Questi sono visibili posteriormente ai seni mascellari in una TC assiale, e inferiormente al bordo orbitale in proiezione coronale. Inoltre, il palato è di solito mobile all'esame obiettivo.

## Classificazione
Esistono tre tipi di fratture Le Fort:
- Frattura di Le Fort I, detta anche bassa o orizzontale, può risultare da una forza diretta verso il basso sul bordo alveolare della mascella. È conosciuta anche come frattura di Guérin, o palato fluttuante, e coinvolge solitamente la porzione inferiore dell'apertura piriforme. La frattura si estende dal setto nasale ai bordi laterali dell'apertura piriforme, si dirige orizzontalmente al di sopra degli apici dentari, incrocia sotto la sutura zigomatico-mascellare e attraversa la sutura sfeno-mascellare fino ad interrompere i processi pterigoidei dello sfenoide.

- Frattura di Le Fort II, detta anche media o piramidale, può risultare da un trauma alla mascella media o inferiore, e di solito coinvolge il bordo inferiore dell'orbita. Tale frattura ha una forma piramidale, e si estende dalla radice del naso, al livello, o appena al di sotto, della sutura naso-frontale, attraversa i processi frontali dell'osso mascellare, si dirige quindi lateralmente e verso il basso attraverso le ossa lacrimali e il pavimento inferiore dell'orbita, riaffiora attraverso o in vicinanza del forame infraorbitario ed inferiormente attraverso la parete anteriore del seno mascellare; procede quindi al di sotto dello zigomo, attraverso la fessura pterigomascellare per terminare sui processi pterigoidei dello sfenoide.

- Frattura di Le Fort III, detta anche alta, trasversale o anche disgiunzione cranio-facciale, coinvolge solitamente l'arco zigomatico. Può avvenire in seguito ad impatto sulla radice del naso o sulla parte superiore dell'osso mascellare. Questa frattura inizia presso la sutura fronto-mascellare e la naso-frontale, si estende posteriormente lungo la parete mediale dell'orbita attraverso il solco nasolacrimale e l'etmoide. Lo spessore dello sfenoide posteriormente di solito previene la continuazione della frattura nel canale ottico. La frattura prosegue quindi lungo il pavimento dell'orbita, lungo la fessura orbitaria inferiore e continua superiormente e lateralmente attraverso la parete laterale dell'orbita, attraverso la sutura zigomatico-frontale e l'arco zigomatico. All'interno del naso, un ramo della frattura si estende attraverso la base della lamina perpendicolare dell'etmoide, attraverso il vomere e verso i processi pterigoidei alla base dello sfenoide. Questo tipo di frattura predispone maggiormente il paziente alla rinorrea di liquido cerebrospinale rispetto agli altri due tipi.

## Segni e Sintomi
- Le Fort I - leggero gonfiore del labbro superiore, ecchimosi presente nel fornice superiore, sotto gli archi zigomatici, malocclusione, mobilità dentaria. Le fratture a seguito di un impatto possono essere quasi immobili, e si può percepire il caratteristico stridore solamente applicando una pressione sui denti dell'arcata superiore. La percussione dei denti dell'arcata superiore rivela un suono detto a pentola fessa. È presente il segno di Guérin, caratterizzato da ecchimosi nella regione dei vasi palatini maggiori.
- in comune tra Le Fort II e Le Fort III - edema dei tessuti molli nel terzo medio del volto, ecchimosi bilaterale circumorbitale, emorragia bilaterale sottocongiuntivale, epistassi, rinorrea di liquido cerebrospinale, diplopia, enoftalmo, suono a pentola fessa.
- Le Fort II - gradino sul bordo infraorbitario, porzione media del volto mobile, anestesia o parestesia della guancia attraverso danno al nervo infraorbitario .
- Le Fort III - morbidezza e separazione della sutura zigomatico-frontale, allungamento del volto, depressione dei livelli oculari, enoftalmo, incapacità a mantenere le palpebre aperte, alterazione del piano occlusale.